# Chexbres
 (septembre 2010).
Si vous disposez d'ouvrages ou d'articles de référence ou si vous connaissez des sites web de qualité traitant du thème abordé ici, merci de compléter l'article en donnant les références utiles à sa vérifiabilité et en les liant à la section « Notes et références ».
Chexbres (prononcé [ ʃɛbʁ]) est une commune suisse du canton de Vaud, située dans le district de Lavaux-Oron.

## Géographie

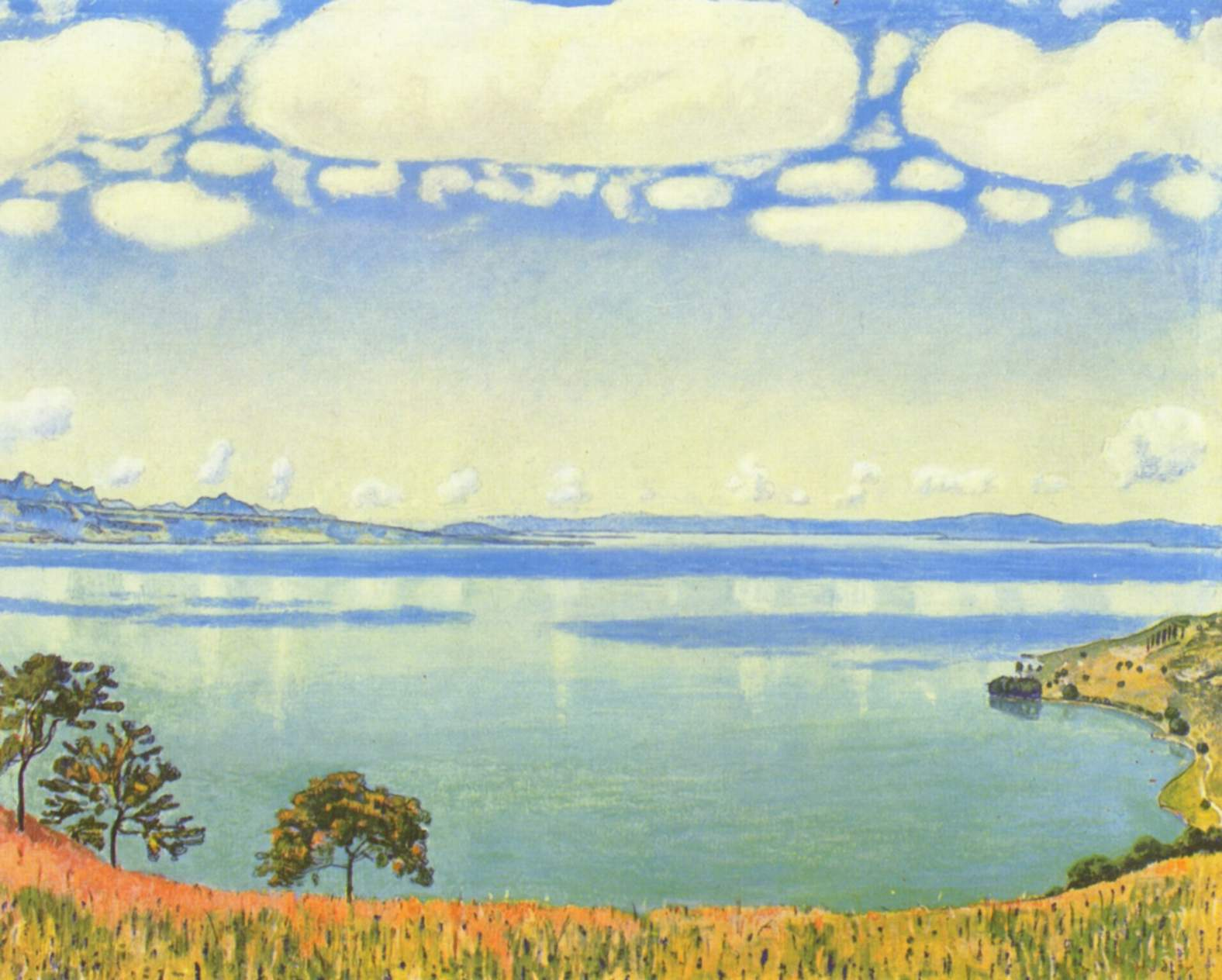
Le lac Léman depuis Chexbres par Ferdinand Hodler (1905).

Chexbres se situe au bord du Léman, à 565 mètres d'altitude (536 au niveau de la gare CFF), 12 km à vol d'oiseau à l'est de Lausanne. Le village s'étend à l'est de la rivière Forestay, dans la région de Lavaux.
La commune elle-même n'a pas directement accès au lac, mais s'étend à l'est du château de Rivaz presque au bord du lac. À l'ouest, la commune s'étend au-delà des vallées du Forestay sur la colline du Signal jusqu'à 640 m d'altitude. En 1997, 32 % des terres étaient allouées aux habitations, 14 % à la forêt et 54 % à l'agriculture.
Chexbres comprend le hameau du Monteiller à 455 m d'altitude sur la pente en contrebas du village, au milieu des vignes. Chexbres est bordée de Rivaz, Puidoux et Saint-Saphorin (Lavaux).

## Population

### Gentilé et surnom
Les habitants de la commune se nomment les Chexbrisiens ou les Chexbriens.
Ils sont surnommés les Chats.

## Histoire

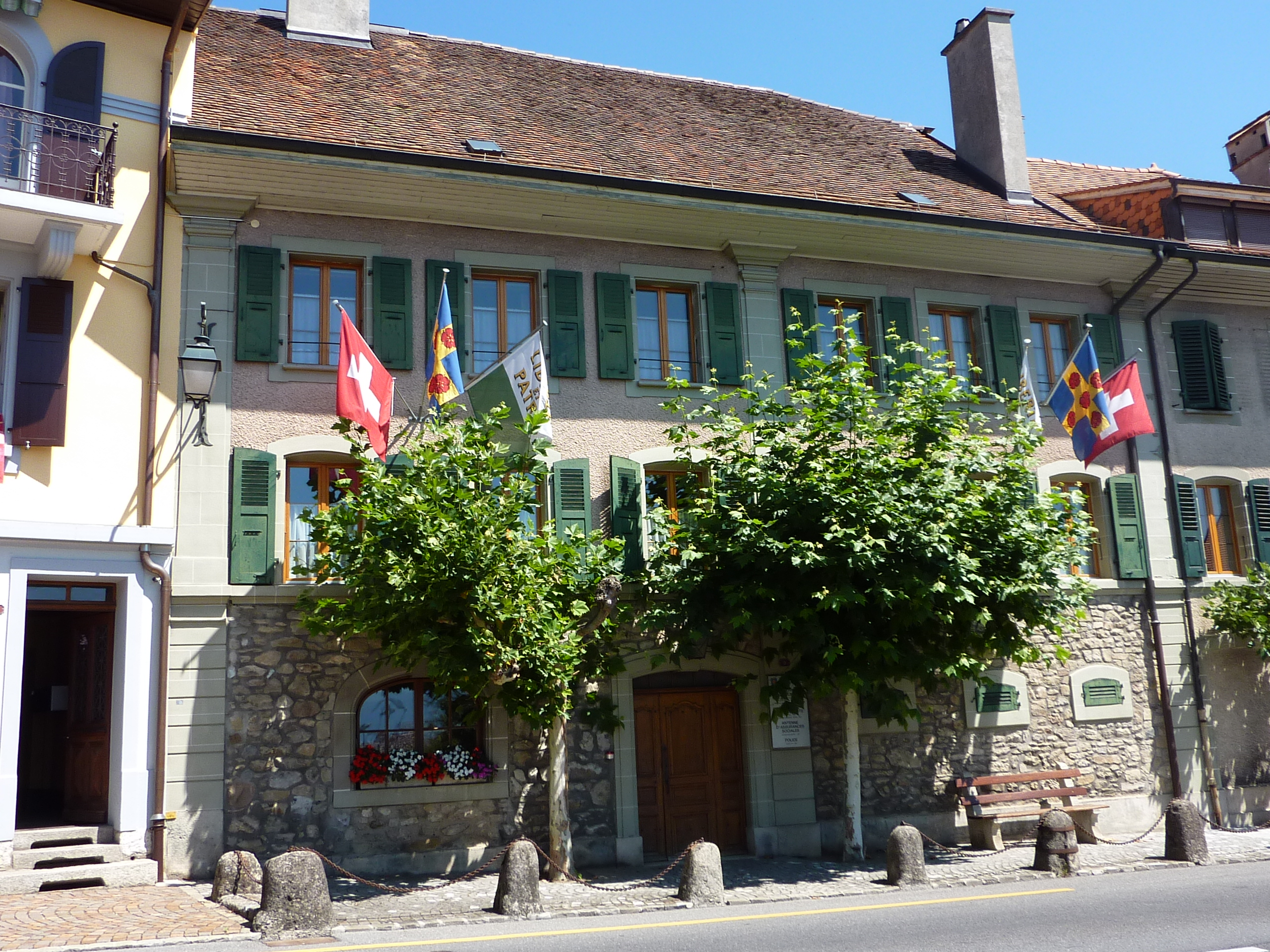
Maison de Commune de Chexbres.

La commune de Chexbres était déjà habitée à l'époque romaine, en témoignent des restes de mur et des pièces de monnaie de l'époque. La première mention écrite du lieu apparaît en 1079 sous le nom de Carbarissa. Par la suite, on rencontre de nombreux autres graphies : Chibriacum (1100), Chabris (1134), Chabre (1142), Cabarissa (1145), Cerbre (1147), Chebra (1165), Chabrii (1179), Chabre (1221), Chaibri (1248), Chaibry (1368), Chebry (1453), Cheibri (1454) et, en 1562, on trouve à la fois Chaybres et Cheybres. L'origine du nom n'est pas claire : elle proviendrait du nom romain Cabrius, ou du gaulois Caebre (village sur une colline) ou même de Cabus (chanvre).
La région de Chexbres était propriété de l'abbaye de Saint-Maurice depuis le VIe siècle, puis du royaume de Bourgogne à partir de 978. En 1079, le roi Henri IV du Saint-Empire donna le village et les terres à l'évêque de Lausanne. Les armoiries de Chexbres datent des mayors de Chexbres (XIIe et XIIIe siècles) : « d'azur à la croix d'or chargée de cinq roses de gueules ».
Avec la conquête du Vaud par Berne en 1536, Chexbres passe sous l'administration du bailliage de Lausanne. Après l'effondrement de l'Ancien Régime, le village appartint de 1798 à 1803, sous la République helvétique, au canton du Léman, puis au canton de Vaud. En 1798, le village est affecté au district de Lavaux et jusqu'en 1810 faisait partie de la commune de Saint-Saphorin. Ce fut seulement après 1810 qu'il devient une municipalité indépendante. Le village est devenu au XIXe siècle une station touristique.

## Économie

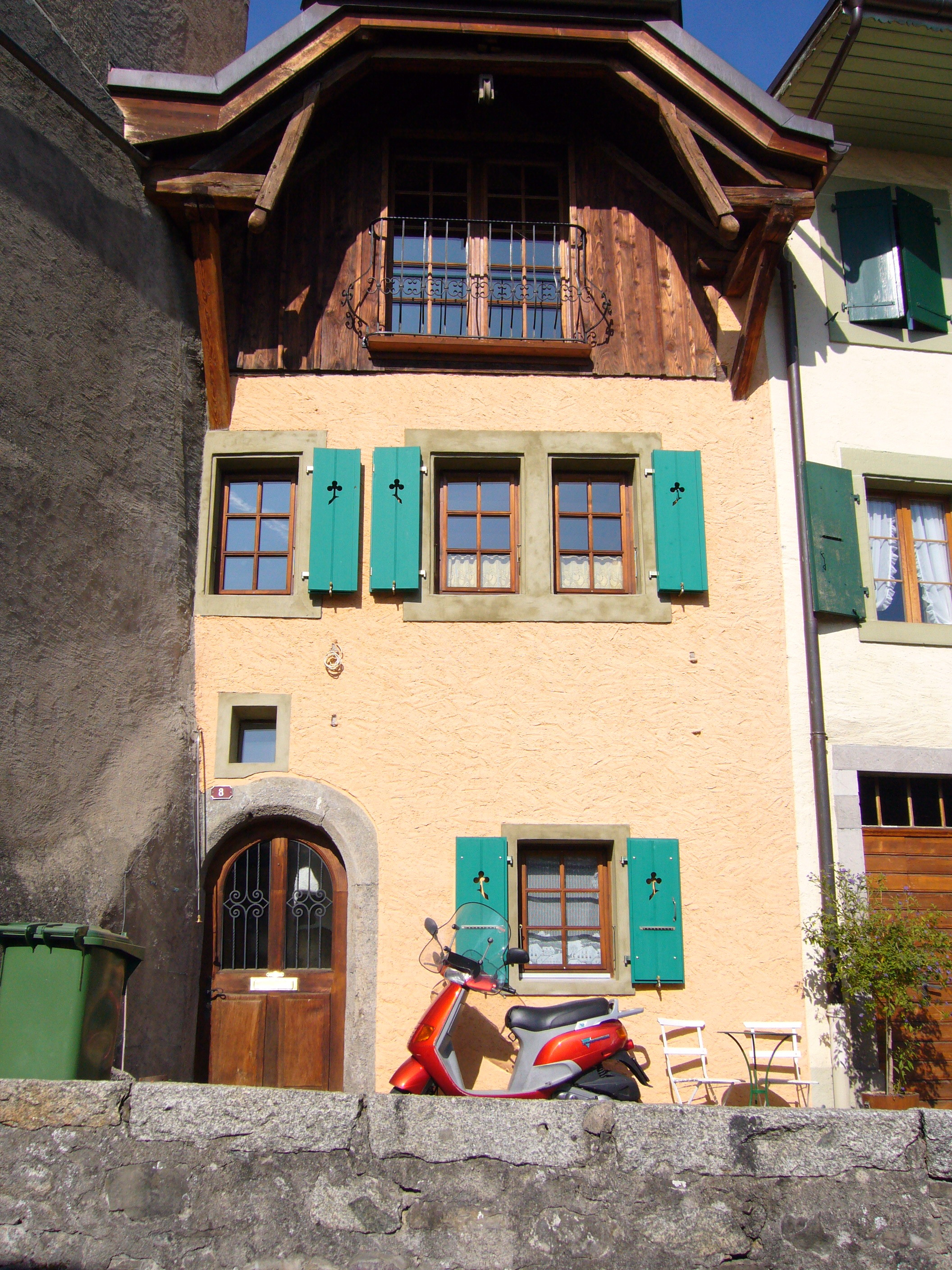
Maison à Chexbres.

Chexbres fut, jusqu'au début du XXe siècle, un village essentiellement agricole. Aujourd'hui encore, les vignobles sur les versants ensoleillés de Lavaux couvrent environ 25 hectares et l'élevage et l'agriculture dans les hautes terres jouent un certain rôle dans l'emploi de la population. Davantage d'emplois sont toutefois disponibles dans les petites entreprises locales et surtout dans le secteur des services.
Le commerce de Chexbres est principalement tourné vers les biens de consommation courante, le commerce de vin (appellation Saint-Saphorin) et le tourisme. Chexbres dispose également d'une piscine chauffée. Dans les dernières décennies, la construction s'est développée pour faire de Chexbres une commune résidentielle. Beaucoup d'habitants sont des « pendulaires » qui travaillent principalement à Lausanne et dans la région de Vevey-Montreux.
Les fondations La Colline et Claire Magnin sont des établissements médico-sociaux pour personnes âgées.

## Transports
La commune se trouve sur la route principale de Vevey à Moudon. L'autoroute A9, ouverte en 1974 et reliant Lausanne à Sion, traverse le territoire communal. La commune est bien desservie par le Réseau Express Vaudois. La ligne S7 (ex-train des vignes) dessert la gare de Chexbres-Village sur la ligne de Vevey à Puidoux. En dehors du territoire de la commune se trouve la gare de Puidoux sur la ligne principale de Lausanne à Berne (Réseau Express Vaudois, lignes S2, S4, S21). Un service de CarPostal, la ligne de Lavaux, dessert également la commune à partir de Cully.

## Monuments historiques

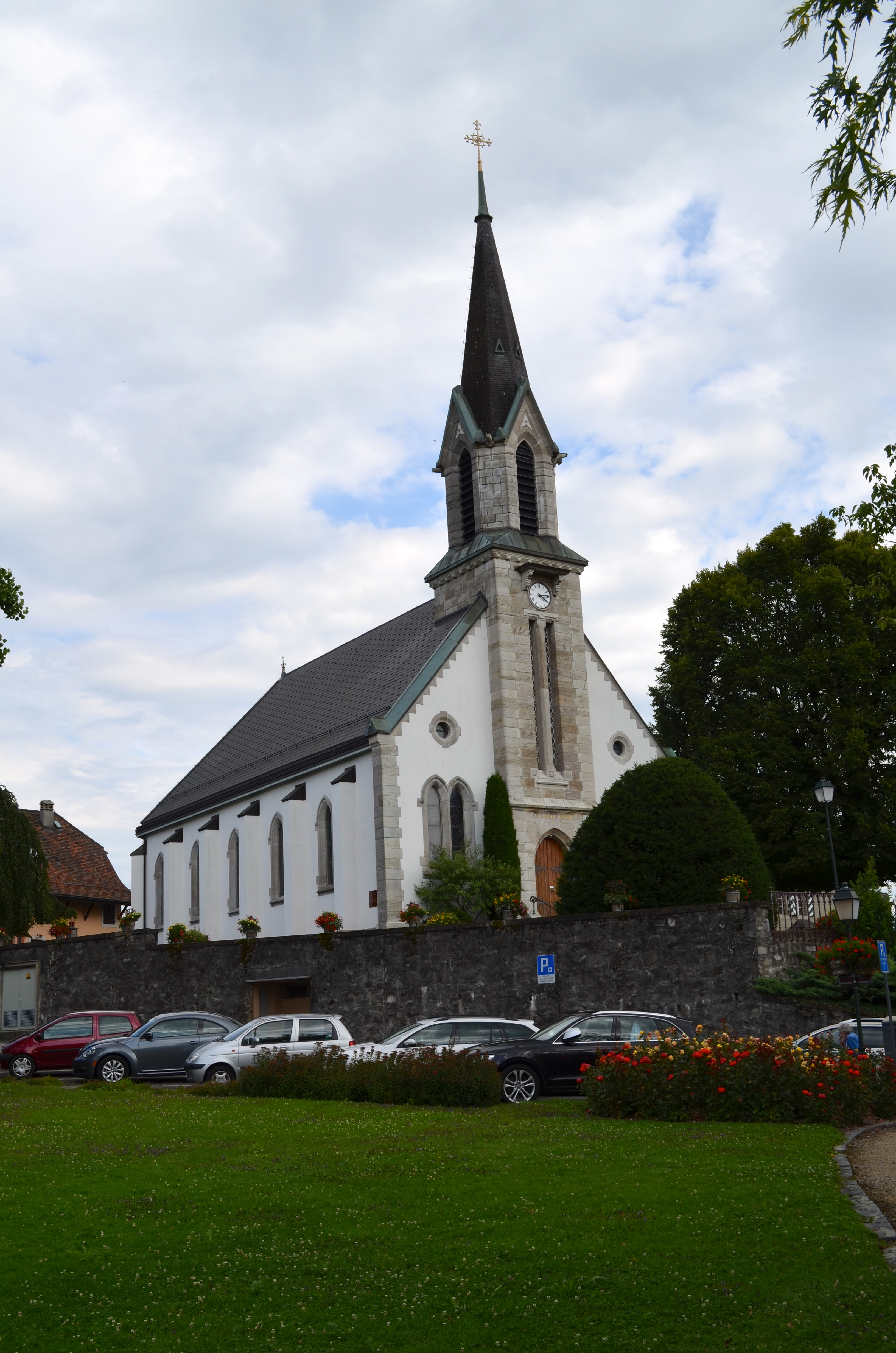
Église avec clocher néo-gothique.

Photo aérienne prise à 800 m par Walter Mittelholzer (1919).

L'église de Chexbres fut construite en 1888 sur le site d'une ancienne chapelle. Elle comporte un clocher néo-gothique, un orgue de type romantique français (installé en 1905 par Charles Mutin), et de superbes vitraux sur des thèmes bibliques réalisés en 1988 par le peintre-verrier Jean Prahin.
Le château de Crousaz, construit au XVe siècle, reconstruit en partie vers 1600, est l'édifice le plus ancien du village. On peut y admirer une cheminée d'ornementation Renaissance, ornée des armoiries de son ancien propriétaire, Claude de Crousaz.
La Maison Wyttenbach (du nom d'une famille bernoise, les Wyttenbach) date du XVIIIe siècle, c'était l'ancienne « Auberge du Cœur d'Or ». La commune l'acquit en 1915 ; elle est devenue le siège de la Municipalité.
On trouve au centre du village des maisons paysannes remontant du XVIIe  au  XIXe siècle. Le « caveau des vignerons » abrite, entre autres objets rustiques, un pressoir de 1719.

## Personnalités

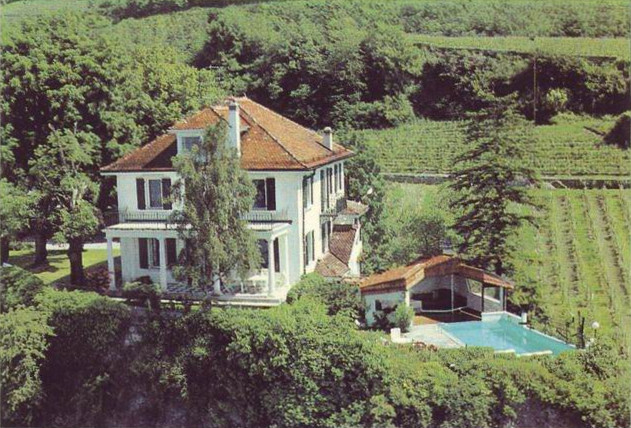
La villa Le Rocher sur la commune voisine de Saint-Saphorin.

- l'écrivain et philosophe Raymond Abellio vécut à Chexbres de 1947 à 1950[4] ;
- l'artiste et écrivain Richard Aeschlimann vit aujourd'hui à Chexbres ;
- le mécène et collectionneur d'art suédois Theodor Ahrenberg (1912-1989) s'installa à proximité de Chexbres sur la commune de Saint-Saphorin[5] avec sa famille en 1962 dans la villa « Le Rocher ». Il y invita de jeunes artistes, ce qui permit de former ce qu'on appela la collection Ahrenberg ;
- la Secrétaire d'État des États-Unis Madeleine Albright a étudié à l'Institut pour Jeunes Filles Préalpina de Chexbres (un hôtel créé en 1905 sous le nom de Grand Hôtel de Chexbres Préalpina, redevenu hôtel aujourd'hui sous le nom de Préalpina[6]) ;
- l'écrivain Arthur Bertschi vécut à Chexbres et y décéda en 1962 ;
- le peintre suisse Ernest Biéler vécut à Chexbres ; il décora des vitraux de la chapelle catholique ;
- l'écrivain et scénariste Raymond Léopold Bruckberger (mort en 1998) est inhumé dans le cimetière de Chexbres ;
- le Conseiller d'État Jean-Louis Chappuis naquit à Chexbres en 1784 ;
- la femme de lettres Isabelle de Charrière séjourna à Chexbres en 1783 et 1784 ;
- le professeur de théologie Aimé Chavan fut suffragant à Chexbres de 1897 à 1900 ;
- le peintre Marcel Duchamp séjourna une semaine à Chexbres fin juillet 1946 ; il photographia la cascade du Forestay, à Rivaz ;
- le coureur cycliste Louis Garzoli naquit à Chexbres en 1919 ;
- la sculptrice Cécile Gimmi décéda à Chexbres en 1954 ;
- le peintre Wilhelm Gimmi s'installa à Chexbres au début de la Seconde Guerre mondiale et y vécut jusqu'à sa mort en 1965 ; Paul Budry appela « École de Chexbres » le groupe de peintres de la région (Wilhelm Gimmi, P.B. Barth le Bâlois et A. H. Daepp le Bernois) ;
- la violoniste et créatrice d’œuvres Anne-Marie Gründer naquit à Chexbres en 1918 ;
- le peintre suisse Ferdinand Hodler peignit plusieurs paysages de Lavaux et du lac Léman, dont le plus connu en 1911, Le Léman depuis Chexbres, en possession actuellement de la maison Christie's à Londres ;
- le professeur de botanique Paul Jaccard fut instituteur à Chexbres en 1887 ;
- l'écrivain et journaliste Bertrand de Jouvenel, fuyant le nazisme, vécut à Chexbres autour de 1945 (il y habitait lors de la fondation de la Société du Mont-Pèlerin) ;
- le pasteur et professeur de théologie Alexis de Loës naquit à Chexbres en 1840 ;
- le physicien et explorateur Auguste Piccard y décéda en 1962, à l'hôtel Préalpina[7] ;
- le physicien Constantin Piron décéda à Chexbres en 2012 ;
- le peintre Jean Prahin (vitraux du temple) vécut à Chexbres de 1946 jusqu'à sa mort en 2008 ;
- Hans Steiger et Michel Tenthorey vivent à Chexbres ;
- le peintre et décorateur de l'art nouveau Maurice Pillard Verneuil (1869-1942) et sa femme, l'artiste peintre Adélaïde Verneuil de Marval (1898-1998) s'installèrent dès 1921 au Monteiller, où ils sont voisins du peintre Ernest Biéler.